# The Collective
The Collective és una pel·lícula d'acció estatunidenca escrita per Matt Rogers i Jason James, dirigida per Tom DeNucci i protagonitzada per Lucas Till, Ruby Rose, Mercedes Varnado, Paul Ben-Victor, Tyrese Gibson i Don Johnson. Es va estrenar el 4 d'agost de 2023. S'ha doblat al català.
El desembre de 2022, es va informar que Lucas Till, Ruby Rose, Tyrese Gibson i Don Johnson havien estat escollits per a la pel·lícula i que el rodatge principal ja estava acabat. El mes següent, Paul Ben-Victor i Mercedes Varnado es van afegir al repartiment.
El maig de 2023 es va anunciar que Quiver Distribution havia adquirit els drets de distribució nord-americans del film. La pel·lícula es va estrenar als cinemes, en format digital i sota demanda el 4 d'agost de 2023.